# Curtiss XP-10
El Curtiss XP-10 fue un caza biplano experimental estadounidense, desarrollado por Curtiss y probado por el Cuerpo Aéreo del Ejército de los Estados Unidos.

## Diseño y desarrollo
Ordenado el 18 de junio de 1928, estaba destinado a ser lo suficientemente rápido y maniobrable para ganar un combate aéreo cerrado. El XP-10 usaba un ala superior de ala de gaviota, unida al fuselaje; esto ofrecía mucha mejor visibilidad que la tradicional configuración de biplano. Coincidentemente, también permitía que el fuselaje y el ala se unieran en el ángulo óptimo para minimizar la resistencia. Las alas estaban recubiertas de contrachapado (en lugar de tela encerada, como la usada en la Primera Guerra Mundial), y el fuselaje era de tubería de acero recubierta de tela.
El XP-10 usaba un motor V12 Curtiss V-1570-15 Conqueror de 447 kW (600 hp) refrigerado por agua. Para vencer la resistencia de un radiador (un problema bastante serio antes de la introducción del etilenglicol), Curtiss lo instaló en el ala superior. Estaba formado por hojas de latón corrugadas a través de las cuales circulaba el agua refrigerante. Aunque ingenioso, presentaba problema técnicos y mecánicos, especialmente la vulnerabilidad al fuego enemigo en un avión de combate.

## Historia operacional

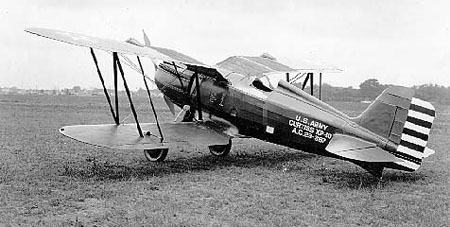
El XP-10 desde detrás.

Entregado al Cuerpo Aéreo del Ejército en agosto de 1928, en XP-10 voló por primera en septiembre. A pesar de su excelente maniobrabilidad, probándose superior al Curtiss Hawk en las pruebas, los persistentes problemas con la refrigeración y los conductos del radiador de superficie llevaron al abandono del modelo.

## Operadores
Estados Unidos
- Cuerpo Aéreo del Ejército de los Estados Unidos

## Especificaciones
Referencia datos: U.S.Fighters, Lloyd Jones, Aero Publishers 1975, Fighters of the United States Air Force.

### Características generales
- Tripulación: Uno (piloto)
- Longitud: 7,5 m (24,5 ft)
- Envergadura: 10,1 m (33 ft)
- Altura: 3,3 m (10,8 ft)
- Superficie alar: 21,1 m² (227,1 ft²)
- Peso vacío: 1315 kg (2898,3 lb)
- Peso máximo al despegue: 1542 kg (3398,6 lb)
- Planta motriz: 1× motor lineal V-12 refrigerado por líquido Curtiss V-1570-15 Conqueror.
  - Potencia: 448 kW (618 HP; 609 CV)

### Rendimiento
- Velocidad máxima operativa (Vno): 279 km/h (173 MPH; 151 kt)
- Velocidad crucero (Vc): 209 km/h (130 MPH; 113 kt)
- Alcance: 314 km (170 nmi; 195 mi)
- Techo de vuelo: 5977 m (19 610 ft)
- Régimen de ascenso: 9,9 m/s (1941 ft/min)

### Armamento
- Ametralladoras: 

  - Ninguna instalada (planeado que llevase una de 7,62 mm y otra de 12,7 mm)

## Aeronaves relacionadas

### Secuencias de designación
- Secuencia P-_ (Cazas (Pursuit) del USAAC/USAAF/USAF, 1924-1962): ← XP-7 - XP-8 - XP-9 - XP-10 - P-11 - P-12 - XP-13 →